# Rito Escocés Antiguo y Aceptado

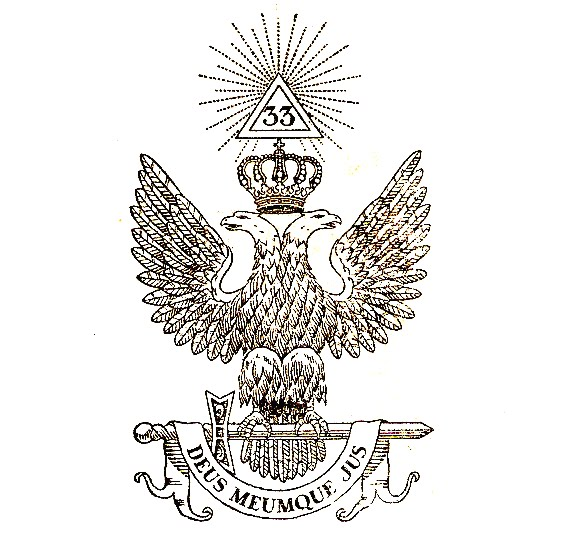
El águila bicéfala, símbolo asociado con el Rito Escocés y emblema del Supremo Consejo del Grado 33.

El rito Escocés Antiguo y Aceptado es un rito masónico derivado del sistema escocés que se practicaba en Francia, fundamentalmente en logias de París y Burdeos, a mediados del siglo XVIII.
Más allá de los orígenes mitológicos que rodean a la masonería inglesa y universal, que tienen que ver más con lo simbólico que con lo histórico, existe una gran controversia entre los masones del mundo acerca del título y del verdadero origen de este rito. 
El rito escocés no nació en Escocia, sino que recién en 1846 llegó a ese país, y su antigüedad data de 1786, o en caso de aceptarse como auténticas las llamadas Constituciones de Federico II, su origen debería ser fruto de la evolución producida con las primeras misas templarias (rojas) a principios del siglo XIX del sistema escocés practicado en París a principios de la década de 1760.
Si bien los orígenes del rito Escocés Antiguo y Aceptado entroncan directamente con la Gran Logia Real de Kilwinning, la Orden de San Andrés del Cardo, la de los Maestros Escoceses de San Andrés, el rito de Perfección o de Heredom y las logias de la masonería jacobita o masonería estuardista, el rito, tal y como se conoce hoy, no se estructura hasta el 31 de mayo de 1801, al constituirse en Charleston, Carolina del Sur, el Primer Consejo Supremo de los Soberanos Grandes Inspectores Generales del XXXIII y Último Grado del Rito Escocés Antiguo y Aceptado. De este primer Consejo Supremo nacen todos los demás consejos supremos legítimos.
La orden de Heredom, logia madre # 0 de escocia, guarda archivos desde años de atrás a 1700, fue la primera en protestar en la unión de las cuatro grandes logias de Inglaterra.

## La versión que el Rito enseña

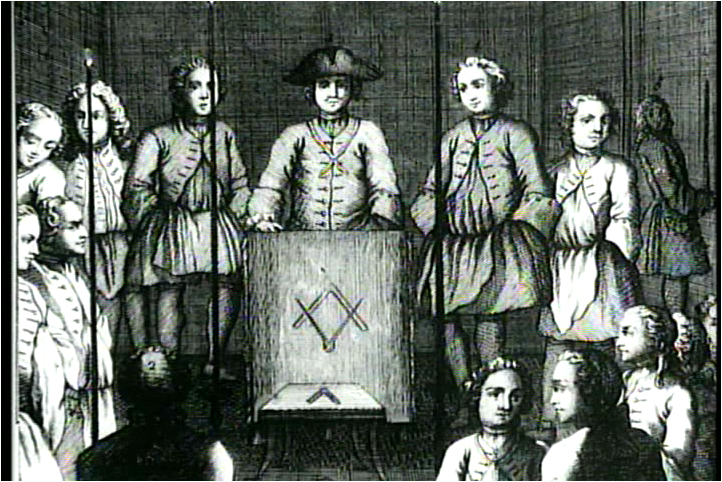
Grabado del que representa una Tenida Masónica.

Emulando la escisión que se produjo en 1739 en la Gran Logia de Londres, el Gran Oriente de Francia procedió en 1786 a una gran revisión de los altos grados, reduciéndolos al número de cuatro.
En ese preciso momento los partidarios del Rito Escocés deseaban elevar su escala jerárquica a 33° grados y acusaron al Gran Oriente de querer desnaturalizar y sustituir los antiguos misterios y ceremonias, erigiéndose entonces como detractores del nuevo cambio y defensores de los sistemas anteriores. 
Al igual que había ocurrido en Inglaterra se autodenominaron “los antiguos”, tildando de “modernos” a los partidarios de la renovación.
Los documentos admitidos y autorizados por los masones que siguen este rito, establecen que el origen del mismo tuvo lugar luego de la primera Cruzada, simultáneamente en Escocia, Francia y Prusia, pero por razones desconocidas cayó en desuso desde aproximadamente 1648.
Semejante aserción nunca ha podido ser demostrada por algún documento fehaciente. Algunos documentos susceptibles de ser fidedignos, aseguran que la Masonería Templaria entró en Francia en 1727, y en 1744 su recopilador, el Barón de Ramsay, instituyó en Burdeos la primera logia de Perfección.
Según versiones no reconocidas por historiadores masónicos como Ragón, Joaust, Clavel, Laurens, Findel, Folger Kloss y Marconay, el sistema completo con sus 33° grados descansa sobre los estatutos y reglamentos redactados en Burdeos en 1762, derivados de un documento emanado por los “Príncipes del Real secreto” en 1759, y que se atribuye a Federico II.
Veinte años después, el 25 de mayo de 1782, habrían sido confirmadas las Constituciones de Burdeos, en una época en que el Rito Escocés no constaba más que de 25 grados y se veía amenazado por las recientes discordias nacidas en Alemania. 
Viendo que el rito se encaminaba al ocaso, en 1786 se decidió investir de todos los poderes y prerrogativas a un Consejo de Soberanos Grandes Inspectores Generales, sujeto a Constitución y Reglamentos, para que dirigiera los destinos de la Orden de allí en adelante. 
En ese mismo momento se amplió la escala jerárquica de los grados elevando su número hasta 33°, y se formó con todos los hermanos de ese grado un capítulo soberano denominado Consejo Supremo del Grado 33°.

## Las versiones más aceptadas
Según afirma Emile Rebold en su Historia de la Francmasonería: “El rey Federico de Prusia fue iniciado en la masonería el 15 de agosto de 1738 en Brunswick, siendo en aquel entonces Príncipe Real. En 1744 la Logia de los Tres Globos de Berlín, fundada por artistas franceses que habían sido llamados a Prusia, fue elevada por él a la categoría de Gran Logia, siendo aclamado Gran Maestre de la misma, cuya dignidad ejerció solo hasta 1747, aunque la Gran Logia continuó inscribiéndole como tal en el cuadro de sus grandes dignatarios, hasta el año 1755. Desde aquella época, ya no se volvió a ocupar activamente de la masonería nunca más.”
Según Marconay, en su afán por ilustrarse acerca del origen prusiano del Rito Escocés Antiguo y Aceptado de 33° grados, escribió una carta a la Gran Logia de los Tres Globos de Berlín pidiendo las aclaraciones del caso, por lo cual el 17 de agosto de 1733 recibió la siguiente respuesta: 
“En cuanto a las opiniones que existen entre nosotros, debemos participaros que Federico el Grande es en parte el creador del sistema que nuestra Logia adoptó, pero nunca se inmiscuyó en sus asuntos, ni se ocupó en dictar leyes a los masones, a los que siempre concedió la mayor protección en sus Estados. La Gran logia no reconoce ni practica más que los grados azules de San Juan. Un comité particular compuesto por miembros elegidos por los hermanos, llamado Supremo Oriente Interior, dirige los trabajos de los grados superiores que no pasan en número de siete.”
Según Findel, luego de calificar de absurdos los documentos de Burdeos, afirmó lo siguiente: “No nos detendremos en refutar una invención de tal género, con tanto mayor motivo cuanto hace que ya hace mucho tiempo ha sido debidamente juzgada, haciéndole la merecida justicia: esto no puede ser reproducido sino por aquellos a quienes pueda convenir para sus miras o el logro de sus proyectos, sin que les detenga el salir al encuentro de la verdad”
En la opinión y el análisis de estos autores y de otros investigadores que opinan de forma semejante, se le niega al Rito su origen prusiano, templario o anterior aún, y se deduce que la base del mismo está inspirada en el Rito de Perfección de 25° grados creado en París en 1756.
El primer rito escocés fue el Rito Escocés Filosófico de la Logia Madre de Marsella (ca. 1750), de 18 grados. Tras el primer Rito Escocés Filosófico, apareció el Rito de Heredom o de Perfección, compuesto por el Consejo de Emperadores de Oriente y Occidente (París, 1758). Importado el Rito de Perfección de 25 grados a América por el hebreo Esteban Morín tras recibir una patente del rito, el número de grados se amplió, surgiendo el Rito Escocés Antiguo y Aceptado de 33 grados, con grados como el Caballero Kadosh.

## El libro de oro
Como justificación de sus derechos, Grasse presentó un titulado Libro de Oro, que solo contenía:
- Una copia de la patente de los poderes otorgados a Morín en 1761 por el Consejo de Emperadores de Oriente y Occidente.
- Una patente a su nombre emitida en 1802 por el Consejo Supremo de Charleston.
- Una copia de la Constitución redactada en Burdeos por los Príncipes del Real Secreto.
- Una copia emitida en América fechada en 1786, que es la que se atribuyó a Federico el Grande.

Entre los autores importantes, Ragón, Orfdox y Vasal, contemporáneos a la introducción del Rito en Francia, sostienen inclusive que sería el mismo Grasse Tilly el creador de la nueva corriente, ayudado por un literato y hermano masón llamado Bialhache.
En el Diccionario enciclopédico de la masonería, redactado por Abrines y Arús Arderiu, se afirma: 

A pesar de estas y otras muchas anomalías que no se escaparon a la observación de la generalidad de los masones, el Conde elevó en breve tiempo al grado 33° a gran número de hermanos, formando seguidamente con ellos un Consejo Supremo provisional. Convocados los grandes oficiales del Rito el 12 de octubre de 1804, se constituyeron en Gran Consistorio y convocaron para el 22 la Asamblea General de todos los miembros, con objeto de proceder a la formación de una Gran Logia. Esto tuvo lugar efectivamente el día fijado, constituyéndose aquella bajo la denominación de Gran Logia General Escocesa de Francia del Rito Antiguo y Aceptado, decidiéndose en ella que su sede principal residiera en París. Eligiéronse 49 dignatarios, proclamándose como gran Maestro al príncipe Luis Napoleón y al Conde de Grasse Tilly como representante del mismo.

## El origen americano

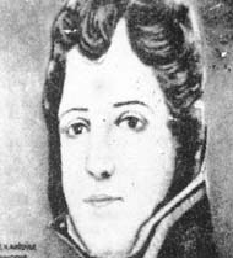
Alejandro Francisco Augusto, Conde de Grasse Tilly.

Un masón francés de origen judío, llamado Esteban Morín, fue el encargado de llevar el Rito a América, en donde solo se conocían los tres primeros grados de la Masonería de San Juan o Masonería Simbólica, a saber, Aprendiz, Compañero y Maestro.
Fue tan rápida la expansión del sistema, y tan grande el afán de los americanos en obtener los altos grados, que Morín decidió elevar la escala de los primitivos grados hasta el grado 25°, justificándose con la Carta Patente del rito de Perfección que le habían otorgado antes de salir de Burdeos.
Reunidos en Charleston (Carolina del Sur, EE. UU.) cinco francmasones (John Mitchell, Federico Dalcho, Manuel de la Mota, Abraham Alejandro e Issac Auld) fundaron en Charleston con Morín el Consejo Supremo de la Masonería denominada Rito Escocés Antiguo y Aceptado. Tras la fundación del 31 de mayo de 1801, el primer Consejo Supremo se dio a conocer por medio de una circular expedida el 4 de diciembre de 1802 sin mencionar en ningún momento el origen de la Organización y declarando haber sido creados por Federico II de Prusia en 1786.
En 1803 se crea en Santo Domingo un Consejo Supremo bajo los auspicios del Conde de Grasse Tilly. Grasse Tilly debió abandonar la isla al año siguiente porque Francia acababa de perder esa colonia. 
Inmediatamente luego de regresar Grasse Tilly a París, se ocupó en forma activa de dar a conocer los 33° grados del nuevo Rito, creando su centro de operaciones en la Logia Escocesa de San Alejandro, donde retocó algunos rituales y enseñanzas. Su obra constituye hoy una versión aproximada del Rito Escocés Antiguo y Aceptado que se conoce y practica en Europa.

## El rito en la actualidad
Si bien los orígenes de este movimiento no quedan claros para los historiadores, habiendo posiciones contrapuestas entre estos y el rito mismo, este Rito Escocés es quizás el que más difusión ha tenido en el mundo, y el que mayor compromiso político y social ha demostrado a través de la historia. Le sigue muy de cerca el Rito de York, con gran compromiso en la Independencia de Estados Unidos de América.
En la actualidad el Rito Escocés Antiguo y Aceptado continúa trabajando en el mundo con 33° grados masónicos, con algunas variaciones en los nombres de los mismos, de acuerdo a las jurisdicciones. Se trabaja en forma ritual a través de dramatizaciones de muy antigua simbología, en donde se representan las grandes leyes que rigen el Universo.
Además del estricto trabajo ritual, se pone énfasis en los trabajos de tipo intelectual, presentándose los mismos en planchas o trazados, los cuales, una vez leídos en ceremonias llamadas tenidas, son tratados y discutidos en forma oral por los hermanos presentes.
- Primeros grados. Conferidos en una Logia Simbólica o de Masonería Azul (Logias azul):
  - 1: Aprendiz
  - 2: Compañero
  - 3: Maestro

- Serie de grados conferidos en una Logia de Perfección, también llamados «grados inefables» (Logias verdes) :
  - 4: Maestro Secreto
  - 5: Maestro Perfecto
  - 6: Secretario Íntimo
  - 7: Preboste y Juez
  - 8: Intendente de los Edificios
  - 9: Maestro Elegido de los Nueve
  - 10: Maestro Elegido de los Quince
  - 11: Sublime Caballero Elegido
  - 12: Gran Maestro Arquitecto
  - 13: Caballero del Real Arco
  - 14: Gran Elegido Perfecto y Sublime

- Los siguientes cuatro se confieren en el Capítulo Rosacruz (Logias rojas):
  - 15: Caballero de Oriente o de la Espada
  - 16: Príncipe de Jerusalén
  - 17: Caballero de Oriente y Occidente
  - 18: Soberano Príncipe Rosacruz

- Los doce grados siguientes se confieren en un Consejo de Caballeros Kadosh (Logias negras) :
  - 19: Gran Pontífice
  - 20: Gran maestro ad vitam, o de todas las logias
  - 21: Patriarca Noaquita o Caballero Prusiano
  - 22: Príncipe del Líbano o Caballero de la Real Hacha
  - 23: Jefe del Tabernáculo
  - 24: Príncipe del Tabernáculo
  - 25: Caballero de la Serpiente de Bronce
  - 26: Príncipe de Merced o Escocés Trinitario
  - 27: Soberano Comendador del Templo
  - 28: Caballero del Sol o Príncipe Adepto
  - 29: Gran Escocés de San Andrés
  - 30: Gran elegido Caballero Kadosh o del Águila Blanca y Negra

- El grado 31 (Gran inspector inquisidor comendador) se confiere en un Soberano Tribunal (Logias blancas)
- El grado 32 (Sublime y valiente príncipe del Real Secreto) se confiere en un Consistorio (Logias blancas)

- El último grado (Gran Inspector General de la Orden) se confiere por el Supremo Consejo de cada país (Logias blancas)